# Monti Tiburtini

Monti Tiburtini is een metrostation in het stadsdeel van de Italiaanse hoofdstad Rome. Het station werd geopend op 8 december 1990 en wordt bediend door lijn B van de metro van Rome.

## Ligging en inrichting
Het station ligt aan de noordkant van de Via del Monti Tiburtini ter hoogte van de Via Filippo Meda. De indeling van het station is vrijwel gelijk aan het standaardontwerp van de ondiepgelegen stations van lijn A. Het verschil is dat de verdeelhal niet ondergronds maar in een bovengronds stationsgebouw is ondergebracht. Het bakstenen stationsgebouw kent een hoofdingang aan het plein aan de oostkant van het station. Naast de hoofdingang is het station ook toegankelijk via een voetgangerstunnel onder de straat. 